# Міхньонки
Міхньо́нки (рос. Михнёнки) — присілок у складі Шабалінського району Кіровської області, Росія. Входить до складу Ленінського міського поселення.
Населення становить 170 осіб (2010, 207 у 2002).
Національний склад станом на 2002 рік — росіяни 97 %.